# Band of Gypsys
Band of Gypsys — концертный альбом американского музыканта Джими Хендрикса, записанный совместно с Билли Коксом и Бадди Майлзом. Этот альбом стал первым проектом Хендрикса после роспуска The Jimi Hendrix Experience и последним, вышедшим при жизни музыканта, а также единственным альбомом Хендрикса, выпущенным на Capitol Records, — это было условие забытого контракта, подписанного ещё в 1965 году, до того как Джими стал знаменит. Band of Gypsys позже был переиздан на MCA Records, вместе со всем остальным каталогом; позже он также был переиздан на Geffen Records.

## Об альбоме
После того как в середине 1969 года группа The Jimi Hendrix Experience была распущена, Хендрикс играл с собранным специально для фестиваля «Вудсток 1969» коллективом, который он назвал Gypsy Sun and Rainbows. Басист Билли Кокс также участвовал в этом составе. Этот бэнд просуществовал недолго и был преобразован в Band of Gypsys, в роли ударника выступил друг Билли Кокса Бадди Майлз. Название группы «Band of Gypsys» уже упоминалось Хендриксом на фестивале Вудсток в его вступительной речи. Само же название — дань великому джазовому гитаристу Джанго Райнхардту. Во время поисков его музыкального продюсера он познакомился и начал работать с Бадди. Сначала в состав группы также входили трое перкуссионистов, но они сильно запутывали музыку, поэтому от них пришлось отказаться. Они записали небольшой студийный материал, некоторые части которого были изданы посмертно, и дебютировали на концерте в Fillmore East в канун 1970 года в серии из четырёх шоу, длившихся два дня. На Fillmore East шоу были представлены полные версии песен «Who Knows» и «Machine Gun».
Концерт в Fillmore East представил Хендрикса в его начальной и пиковой форме, а песни, выбранные Хендриксом для репертуара Band of Gypsys, полностью высветили новый материал. Интересный факт: все эти песни никогда до этого не выпускались на студийных альбомах, что очень сильно повысило интерес к этому проекту. Позже, уже на посмертных альбомах, были изданы студийные версии песен «Message to Love» и «Power of Soul».
Хендрикс включил в этот альбом две песни Бадди Майлза. «We Gotta Live Together» была очень сильно обработана для этого альбома. Оригинал песни примерно вдвое продолжительнее того, что можно услышать на альбоме (перед тем как перейти к этой песне, группа хотела сыграть несколько риффов, взятых из песни «Sing a Simple Song» группы Sly & the Family Stone). Полную версию песни можно услышать на втором диске альбома Live at the Fillmore East.
Понимая, что группе не хватит материалов для концерта (он состоял из четырёх выступлений), Хендрикс решил обратиться к произведениям времён Experience и выбрал самые популярные: «Wild Thing», «Hey Joe», «Purple Haze», «Voodoo Child» (Slight Return)», «Foxy Lady», «Fire» и «Stone Free», полностью заполнив программу. Под конец четвёртого выступления Хендрикс сказал: «Сейчас мы пытаемся придумать, что бы нам сыграть, но пока мы знаем только шесть песен… семь… девять» («We’re just trying to figure out something to play, but we only know about six songs right now…seven…nine»). После чего он начал играть довольно жёсткую версию «Voodoo Child (Slight Return)». Хендрикса вдохновили его новые друзья по группе, вдохнувшие новую жизнь в классику эры Experience, не вошедшей в альбом. («Foxy Lady» была включена в японскую и немецкую версии, «Wild Thing», «Voodoo Chile (Slight Return)» и «Stone Free» можно услышать на более доступном альбоме Live at the Fillmore East.)
После скандального выступления в Madison Square Garden 28 января, Band of Gypsys была распущена. Совместно с участником Experience Митчем Митчеллом на барабанах и Билли Коксом на бас-гитаре, группа The Jimi Hendrix Experience была восстановлена, и последующие несколько месяцев работала над следующим альбомом, — проект должен был быть двойным, возможно, даже тройным альбомом. Но внезапная и трагическая смерть Хендрикса в сентябре поставила на этом проекте крест. В то же время Хендрикс должен был работать с джаз-композитором и партнером Майлза Дэйвиса — Гилом Эвансом, также намечалось очень много подобных проектов, в том числе с Эриком Клэптоном, Emerson, Lake and Palmer, Майлзом Дэйвисом и Дуэйном Оллмэном.
Спродюсированный Хендриксом (он подписался как «Heaven Research») альбом «Band of Gypsys» занял #5 в США и #6 Великобритании, став одним из его самых продаваемых альбомов. В некоторых магазинах, преимущественно в Англии, продавались альбомы, выпущенные с альтернативной обложкой, на которой были изображены куклы Хендрикса, Брайана Джонса, Боба Дилана и английского диджея Джона Пила.
Документальный фильм с выступлением Хендрикса в Филлморе на концерте в канун нового 1970 года также носит название «Band of Gypsys».

## Песни, исполненные на концерте
Записи, включённые в Band of Gypsys, выбирались из двух финальных выступлений, которые состоялись вечером 1 января 1970 года. Ниже представлен сэт лист этих двух выступлений, жирным шрифтом отмечены песни, включённые в альбом Band of Gypsys:
31 декабря 1969 года (Первый сет Fillmore East)
1. «Power of Soul»
2. «Lover Man»
3. «Hear My Train A-Coming»
4. «Them Changes»
5. «Izabella»
6. «Machine Gun»
7. «Stop»
8. «Ezy Ryder»
9. «Bleeding Heart»
10. «Earth Blues»
11. «Burning Desire»

31 декабря 1969 года (Второй сет Fillmore East)
1. «Auld Lang Syne»
2. «Who Knows»
3. «Stepping Stone»
4. «Burning Desire»
5. «Fire»
6. «Ezy Ryder»
7. «Machine Gun»
8. «Power of Soul»
9. «Stone Free / Nutcracker Suite / Drum Solo / Outside Woman Blues / Cherokee Mist / Sunshine Of Your Love»
10. «Them Changes»
11. «Message to Love»
12. «Stop»
13. «Foxy Lady»
14. «Voodoo Chile (Slight Return)»
15. «Purple Haze»

1 января 1970 года (Третий сет Fillmore East)
1. «Who Knows»
2. «Machine Gun»
3. «Them Changes»
4. «Power of Soul»
5. «Stepping Stone»
6. «Foxy Lady»
7. «Stop»
8. «Hear My Train A-Comin»
9. «Earth Blues»
10. «Burning Desire»

1 января 1970 года (Четвёртый сет Fillmore East)
1. «Stone Free/Little Drummer Boy»
2. «Them Changes»
3. «Power of Soul»
4. «Message to Love»
5. «Earth Blues»
6. «Machine Gun»
7. «Voodoo Child (Slight Return)»
8. «We Gotta Live Together»
9. «Wild Thing»
10. «Hey Joe»
11. «Purple Haze»

## Список композиций
LP, Capitol Records, STAO-472, 1970 год
Все композиции написаны Хендриксом, кроме отмеченных:
Сторона 1
1. «Who Knows» — 9:32
2. «Machine Gun» — 12:32

Сторона 2
1. «Changes» (Бадди Майлз) — 5:10
2. «Power of Love» — 6:53 («Power to Love» на некоторых других изданиях)
3. «Message of Love» — 5:22 («Message to Love» на некоторых других изданиях)
4. «We Gotta Live Together» (Бадди Майлз) — 5:46

Немецкая/японская версии включают следующие бонус-композиции:
1. «Hear My Train a Comin’» (Третий сет) — 9:02
2. «Foxy Lady» (Третий сет) — 6:33
3. «Stop» (Говард Тэйт) (Четвёртый сет) — 4:47

Композиция #3 называется «Them Changes», а композицией #4 — «Power of Soul». Эта опечатка появилась на обоих оригинальных виниловых изданиях и последующем издании на компакт-диске.

## Участники записи
- Джими Хендрикс — электрогитара, вокал
- Билли Кокс — бас-гитара
- Бадди Майлз — ударные, вокал

Продюсерский персонал
- Йан Блум — фотограф для обложки альбома
- Heaven Research — продюсер
- Уолли Хейдер — инженер
- Роберт Герман — фотограф
- Эдди Крамер — инженер, микшер, мастеринг, ремастеринг
- Джордж Марино — ремастеринг
- Джон МакДермотт — аннотация к альбому
- Джозеф Сиа — фотограф
- Виктор Канн — дизайнер обложки альбома